# 5761 (année hébraïque)
5761 (hébreu : ה'תשס"א , abbr. : תשס"א) est une année hébraïque qui a commencé à la veille au soir du 30 septembre 2000 et s'est finie le 17 septembre 2001. Cette année a compté 353 jours. Ce fut une année simple dans le cycle métonique, avec un seul mois de Adar. Ce fut une année de chemitta.
En l'an 5761, l'État d'Israël a fêté ses 53 ans d'indépendance.

## Calendrier
Ce calendrier hébraïque de l'année 5761 donne les correspondances avec les dates du calendrier grégorien.
Le premier nombre dans chaque case correspond au jour du mois hébraïque. Les jours en couleurs sont des jours remarquables juifs ou israéliens.
| ◄◄ | 5761 | ►► |

## Événements
- Lynchage de réservistes israéliens à Ramallah en 2000, le 12 octobre 2000.
- Attentat au Dolphinarium de Tel Aviv, le 1er juin 2001.
- Attentat de la pizzeria Sbarro à Jérusalem, le  9 août 2001.

## Naissances
- Deni Avdija
- David Mazouz
- Noa Kirel

## Décès
- Leah Rabin
- Yehiel De-Nur

5756 - 5757 - 5758 - 5759 - 5760 - 5761 - 5762 - 5763 - 5764 - 5765 - 5766